# Reihane Taravati
Reihane Taravati (Mashhad, 19 de marzo de 1991) es una fotógrafa y activista iraní. Es fundadora de "Reihanet Studio", especializado en la producción de contenidos para redes sociales.
Ha trabajado como fotógrafa de moda,y retratista de famosos. Su labor como activista ha llamado la atención sobre cuestiones sociales y políticas. Se la reconoce por su contribución a los derechos de la mujer.
Se hizo famosa tras la creación del videoclip pop "Happy" de Pharrell Williams en su versión iraní, con mujeres jóvenes sin cubrirse con pañuelos como protagonistas, lo que provocó la furia de las autoridades religiosas.Ello supuso la detención, el registro de su casa y amenazas telefónicas. Fue condenada a tres años de prisión y la pena fue cancelada. 
Ha sido detenida y encarcelada en múltiples ocasiones.Ante las dificultades de los medios de comunicación para crear en libertad, se ha especializado en las redes sociales, creando contenidos que salvan la censura.